# Hilbertovy problémy
Seznam 23 takzvaných Hilbertových problémů předložil David Hilbert v roce 1900 ve své přednášce Problémy matematiky na 2. mezinárodním kongresu matematiků v Paříži. Tyto problémy představovaly největší tehdy nevyřešené matematické problémy. Velká část těchto problémů je již dnes vyřešena, přičemž jejich řešení významně ovlivnilo matematiku 20. století.

## Seznam problémů
|     | Stav                | Popis | Příbuzné téma                   |
| --- | ------------------- | --- | ------------------------------- |
| 1a. | vyřešeno            | Existuje množina, jejíž kardinalita by byla menší než kardinalita množiny reálných čísel, ale větší než kardinalita spočetné nekonečné množiny?                         | Hypotéza kontinua               |
| 1b. | vyřešeno            | Je kontinuum reálných čísel dobře uspořádaná množina? | Axiom výběru                    |
| 2.  | vyvráceno           | Lze dokázat, že axiomy logiky jsou bezesporné? | Gödelova věta                   |
| 3.  | vyvráceno           | Existují dva mnohostěny o stejném objemu, které není možno přeskládat jeden v druhý?                                                                                    | 3. Hilbertův problém            |
| 4.  | vyřešeno            | Najděte geometrie, které jsou při zachování axiomů přímky a kružnice, oslabení axiomu pravého úhlu a odstranění axiomu o rovnoběžkách nejbližší Eukleidovské geometrii. | 4. Hilbertův problém            |
| 5.  | dokázáno            | Lze u funkcí definujících spojitou transformační grupu automaticky předpokládat diferencovatelnost?                                                                     | Lieova grupa                    |
| 6.  | otevřený problém    | Axiomatizujte fyziku. | 6. Hilbertův problém            |
| 7.  | částečně dokázáno   | Je ab transcendentní číslo pro každé algebraické číslo a ≠ 0,1 a iracionální číslo b?                                                                                   | Gelfondova věta                 |
| 8.  | otevřený problém    | Dokažte Riemannovu hypotézu a další prvočíselné problémy jako Goldbachovu hypotézu a hypotézu prvočíselných dvojic a jejich zobecnění.                                  | 8. Hilbertův problém            |
| 9.  | částečně vyřešeno   | Zobecněte reciproční věty teorie čísel. | Artinova věta                   |
| 10. | vyvráceno           | Existuje algoritmus, který je schopen pro libovolnou diofantickou rovnici určit, má-li řešení?                                                                          | Matijasevičova věta             |
| 11. | částečně vyřešeno   | Zobecnění teorie kvadratických forem pro libovolné algebraické těleso konečného stupně.                                                                                 | 11. Hilbertův problém           |
| 12. | otevřený problém    | Zobecnění Kroneckerovy věty pro obecné algebraické těleso. | Takagiho věta                   |
| 13. | částečně dokázáno   | Dokažte, že obecnou rovnici sedmého stupně nelze vyřešit pomocí kompozice funkcí dvou proměnných.                                                                       | Arnol'dova věta                 |
| 14. | vyvráceno           | Důkaz konečnosti jistého systému funkcí. | 14. Hilbertův problém           |
| 15. | vyřešeno            | Rigorózně podložit algebraickou geometrii, obzvláště Schubertovu výpočetní geometrii.                                                                                   | Schubertova výpočetní geometrie |
| 16. | otevřený problém    | Studium topologie reálných algebraických křivek a povrchů. | 16. Hilbertův problém           |
| 17. | vyřešeno            | Nalézt způsob, jak vyjádřit definitní racionální funkci jako součet čtverců racionálních funkcí.                                                                        | 17. Hilbertův problém           |
| 18. | vyřešeno            | Lze zaplnit prostor pomocí nepravidelného opakování mnohostěnů? | 18. Hilbertův problém           |
| 19. | vyřešeno            | Jsou řešení problémů ve variačním počtu vždy algebraická? | 19. Hilbertův problém           |
| 20. | v podstatě vyřešeno | Řešení obecných úloh s okrajovými podmínkami. | Dirichletův problém             |
| 21. | vyřešeno            | Řešení lineárních diferenciálních rovnic při zadané charakteristické grupě.                                                                                             | 21. Hilbertův problém           |
| 22. | vyřešeno            | Uniformizace komplexních analytických funkcí pomocí automorfních funkcí.                                                                                                | 22. Hilbertův problém           |
| 23. | v podstatě vyřešeno | Rozšíření metod variačního počtu. | Variační počet                  |